# Kosmos 2393
Kosmos 2393, ruski satelit sustava ranog upozorenja o raketnom napadu, iz programa Kosmos. Vrste je Oko (br. 6039).
Lansiran je 24. prosinca 2002. godine u 12:20 s kozmodroma Pljesecka u Rusiji. Lansiran je u visoku orbitu oko planeta Zemlje raketom nosačem Molnija-M 8K78M. Orbita mu je 528 km u perigeju i 39.173 km u apogeju. Orbitna inklinacija mu je 62,85°. Spacetrackov kataloški broj je 27613. COSPARova oznaka je 2002-059-A. Zemlju je obilazio u 704,56 minuta. Pri lansiranju bio je mase kg. 
Iz te misije još su tri objekta bila u orbiti, koja su se vratila u atmosferu, dva iz niske orbite - BOZ i 11S510 te blok 2BL iz visoke orbite. 20. prosinca 2013. satelit se vratio u atmosferu.

## Vanjske poveznice
- N2YO.com Search Satellite Database
- Celes Trak SATCAT Format Documentation (engl.)
- Kunstman  Arhivirana inačica izvorne stranice od 12. kolovoza 2019. (Wayback Machine) Satellites in Orbit (engl.)